# De schilder zelf, schilderend in een weidelandschap met vee
De schilder zelf, schilderend in een weidelandschap met vee, ook bekend als Zelfportret in een weidelandschap met vee, is een schilderij van de Nederlandse kunstschilder Hendrikus van de Sande Bakhuyzen, olieverf op paneel, 73,2 × 96,7 centimeter groot, gemaakt in 1850. Hij schildert zichzelf in een glooiend landschap met koeien en schapen. Het werk bevindt zich in de collectie van het Rijksmuseum Amsterdam.

## Context
Vanaf het einde van de achttiende eeuw won het schilderen en plein air onder Hollandse kunstschilders sterk aan populariteit, mede onder invloed van jonge Italië-gangers als Antonie Sminck Pitloo en Josephus Augustus Knip. Gewapend met een kist vol teken- en schildersattributen trok men de natuur in om ter plekke vluchtige schetsen te maken van mooie stekjes, die ze later in het atelier weer op de gebruikelijke zorgvuldige wijze uitwerkten. Ook Van de Sande Bakhuyzen, die zich vooral toelegde op realistische-romantische veestukken, schilderde veelvuldig "en plein air". In zijn unieke De schilder zelf, schilderend in een weidelandschap met vee schildert hij zichzelf aldus aan het werk.

## Afbeelding
In het hier besproken zelfportret schildert Van de Sande Bakhuyzen zichzelf terwijl hij buiten in een weiland aan het werk is, palet en penselen in zijn linkerhand, alsof hij net wil beginnen. Hij zit op een boomstronk, met een geopende schilderkist op zijn knieën. Opvallend is het nette pak dat hij aanheeft. Naast hem liggen zijn hoed en kruk wat rommelig in het gras, alsof hij ze daar wat gehaast heeft neergegooid. Voor hem liggen schapen en een koe in de wei. Op de binnenzijde van de deksel van de kist heeft hij een stuk linnen of papier geprikt, waarop hij de liggende koe voor hem heeft afgebeeld.
Het schilderij suggereert, door de positionering van de kunstenaar zelf in het landschap, dat het buiten is geschilderd, maar waarschijnlijk is dat het gewoon binnen in het atelier is ontstaan. De schilder bestudeert zichzelf daarbij aandachtig en achteromkijkend in een spiegel. Ook het heuvelachtige landschap kan niet in Nederland worden gevonden, maar is waarschijnlijk gebaseerd op schetsen die Van de Sande Bakhuyzen tijdens eerdere reizen door de Ardennen en Duitsland heeft gemaakt. Links aan de horizon is een rivier te zien met drie zeilboten. Mogelijk betreft het een gezicht in de buurt van Kleef, naar waar hij in 1841 een studiereis maakte samen met Willem Roelofs.

## Geschiedenis

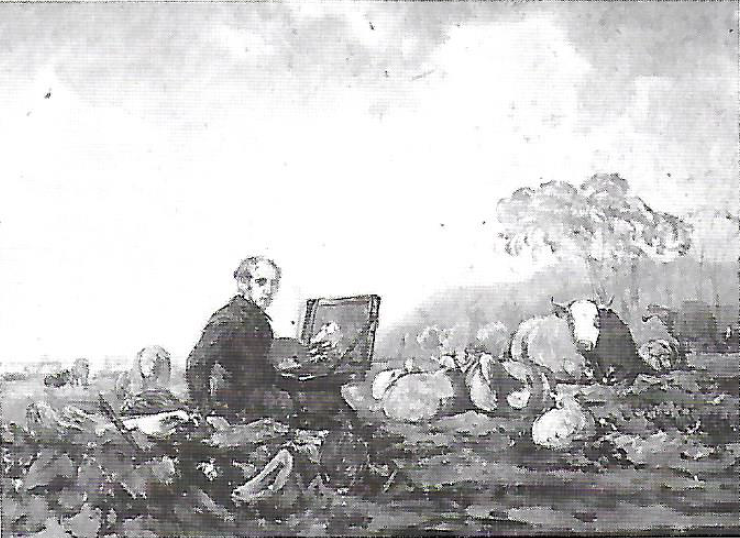
Studie, 1849, 26,8 × 37,5 cm.

De correspondentie van Van de Sande Bakhuyzen wijst uit dat De schilder zelf, schilderend in een weidelandschap met vee geschilderd is in opdracht van de Amerikaanse verzamelaar Charles Sharpless uit Philadelphia, die reeds een landschap met koeien en een paard van de kunstenaar in bezit had. Hij verlangde nu een portret van de schilder "zoo als hij zou worden gezien teekenende in het veld". In 1849 stuurde Van de Sande Bakhuyzen hem een potloodschets en een schets in olieverf toe, waarna in 1850 het definitieve werk volgde. Van de Sande Bakhuyzen schreef aan zijn opdrachtgever "dat volgens de getuigenis van al zijne kennissen de gelijkenis volkomen goed is, ja zo, dat het de jalousi van zijn vrouw en kinderen heeft opgewekt".
In 1969 kocht het Rijksmuseum het werk voor 4.710,73 gulden van professor dr. Jacques de Caso uit Berkeley in Californië.